# Teófilo Ferreira
Teófilo Ferreira (Belo Horizonte, Brasil, 2 de junio de 1973) es un nadador brasileño retirado especializado en pruebas de estilo libre, donde consiguió ser medallista de bronce mundial en 1994 en los 4 x 100 metros estilo libre.

## Carrera deportiva
En el Campeonato Mundial de Natación de 1994 celebrado en Roma, ganó la medalla de bronce en los relevos de 4 x 100 metros estilo libre, con un tiempo de 3:19.35 segundos, tras Estados Unidos (oro con 3:16.90 segundos) y Rusia (plata con 3:18.12 segundos).